# Repubblica Dominicana ai Giochi della XXV Olimpiade
La Repubblica Dominicana partecipò ai Giochi della XXV Olimpiade, svoltisi a Barcellona, Spagna, dal 25 luglio al 9 agosto 1992, con una delegazione di 32 atleti impegnati in cinque discipline.